# Dom Evy Braun w Pobierowie
Dom Evy Braun w Pobierowie – dawny dom letniskowy Evy Braun, konkubiny i krótko żony kanclerza III Rzeszy, Adolfa Hitlera, zlokalizowany w zachodniej części Pobierowa, pośród zwartego lasu, w pobliżu klifu nad Bałtykiem.
Drewniany dom został wybudowany w latach 30. XX wieku. W następnej dekadzie zamieszkiwała w nim Eva Braun. Obiekt był wówczas strzeżony przez żołnierzy niemieckich. Po zakończeniu II wojny światowej budynek został opuszczony i niszczał, choć przejściowo był doglądany. Nie ma dowodów na to, by w willi przebywał kiedykolwiek Hitler, natomiast pewne jest, że był tu Hermann Göring, który mieszkał w nieodległym Międzywodziu i wizytował położoną w Dziwnowie bazę hydroplanów. Obecnie budynek jest opuszczony i zdewastowany, ale mimo to stanowi nieformalną atrakcję Pobierowa.